# ديشار جيمسوني
ديشار جيمسوني (الاسم العلمي:Pteris jamesonii) هو نوع من النبات يتبع جنس الديشار من الفصيلة الديشارية.